# Cevico de la Torre
Cevico de la Torre ist ein nordspanisches Dorf und eine Gemeinde (municipio) mit 475 Einwohnern (Stand: 2024) in der Provinz Palencia in der Autonomen Gemeinschaft Kastilien-León.

## Lage und Klima
Cevico de la Torre liegt in der Region Tierra de Campos auf der kastilischen Hochebene in einer Höhe von ca. 765 m. Die Provinzhauptstadt Palencia befindet sich mit ihrem Stadtzentrum etwa 17 Kilometer (Fahrtstrecke) nordnordwestlich. 
Das Klima im Winter ist durchaus kalt, im Sommer dagegen warm bis heiß; die eher spärlichen Regenfälle (ca. 509 mm/Jahr) fallen überwiegend im Winterhalbjahr.

## Bevölkerungsentwicklung
| Jahr      | 1970 | 1981 | 1991 | 2001 | 2011 | 2021 |
| Einwohner | 977  | 784  | 767  | 664  | 504  | 479  |

## Sehenswürdigkeiten

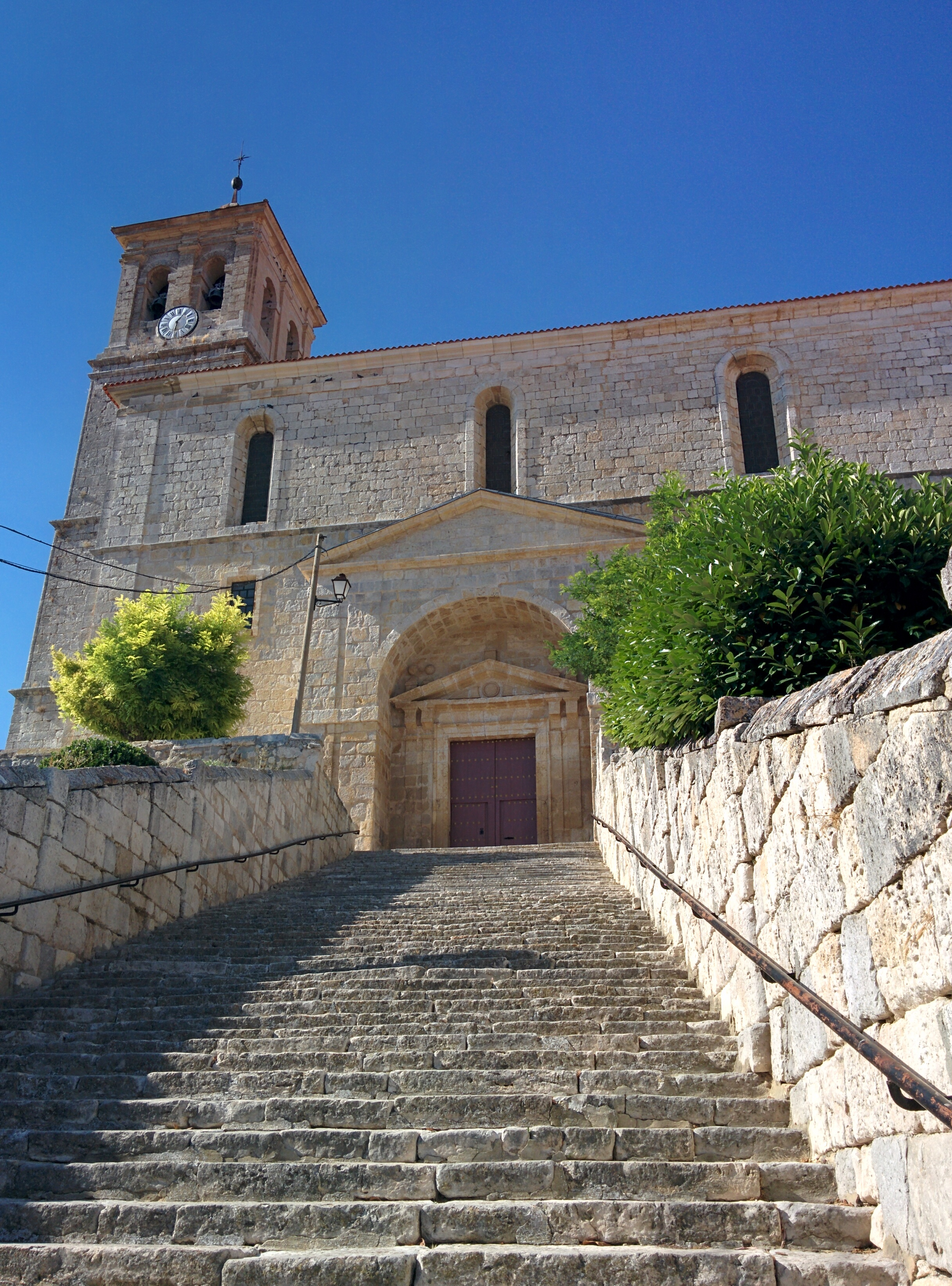
Martinskirche
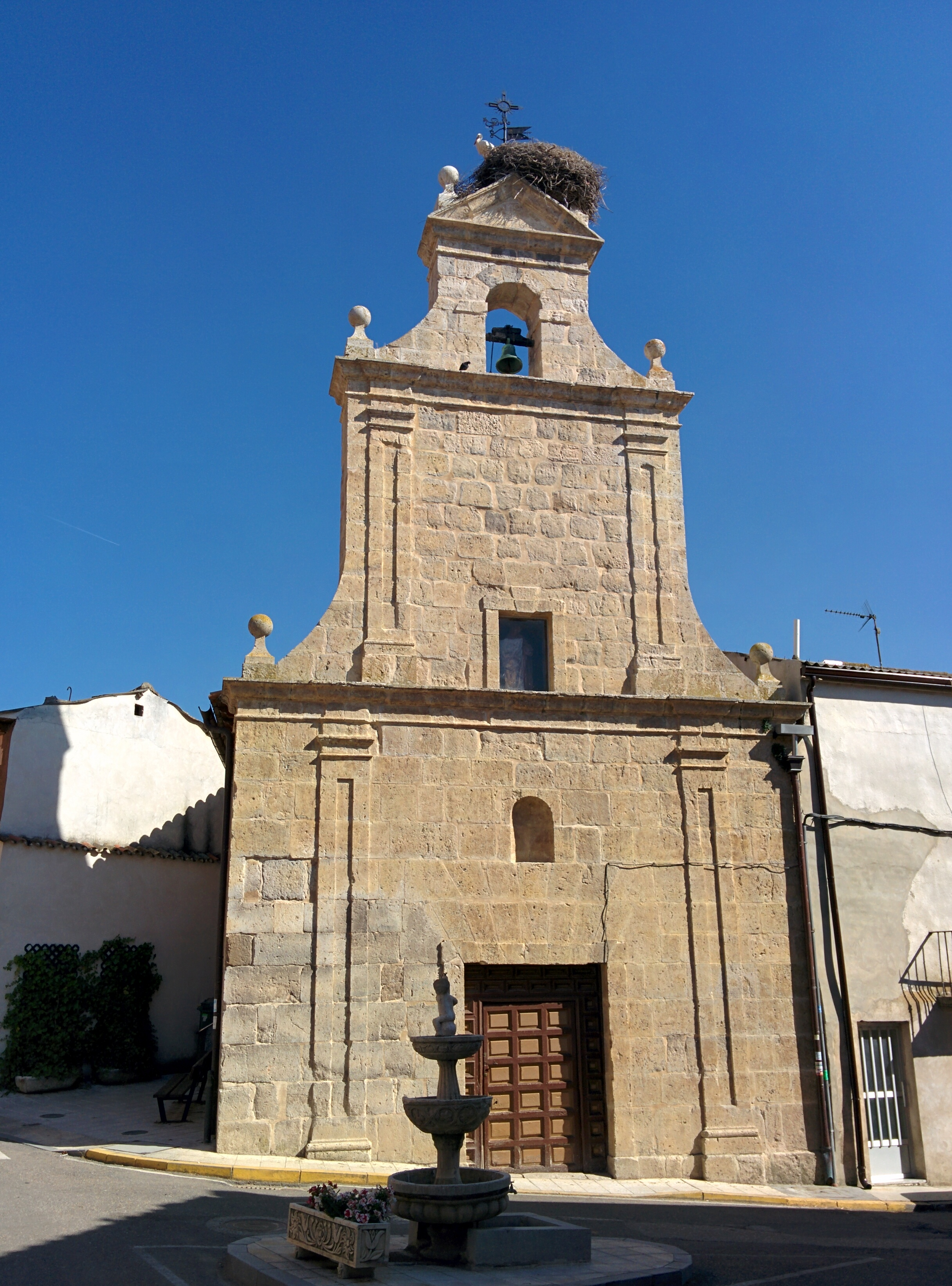
Annenkirche
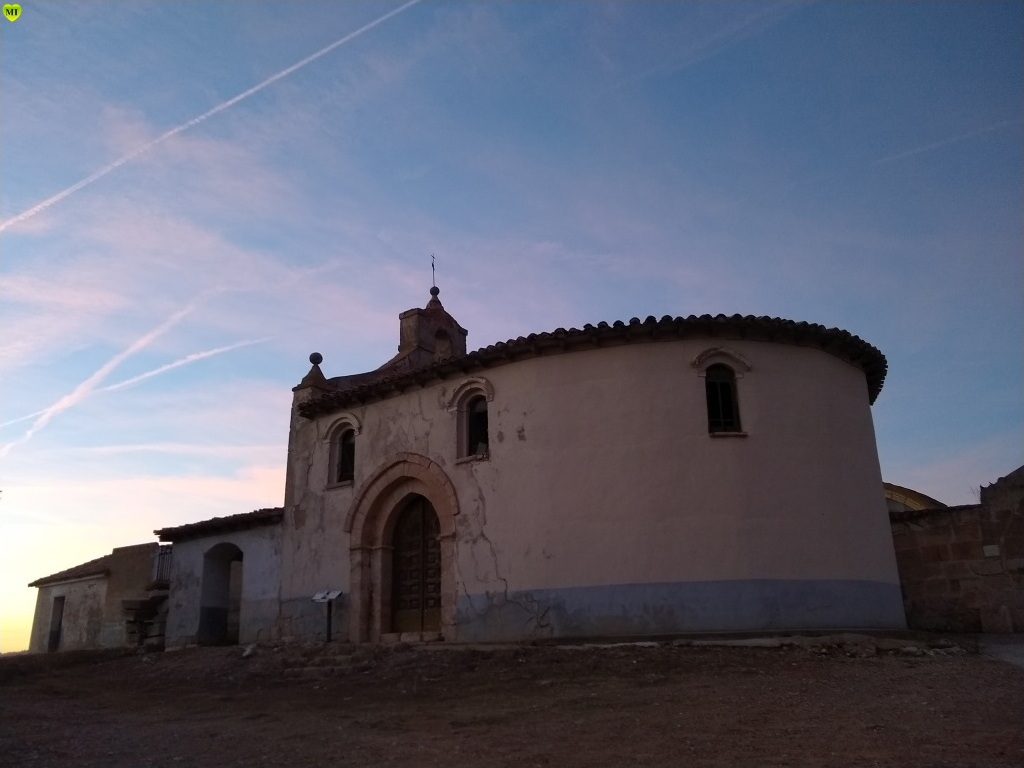
Marienkapelle
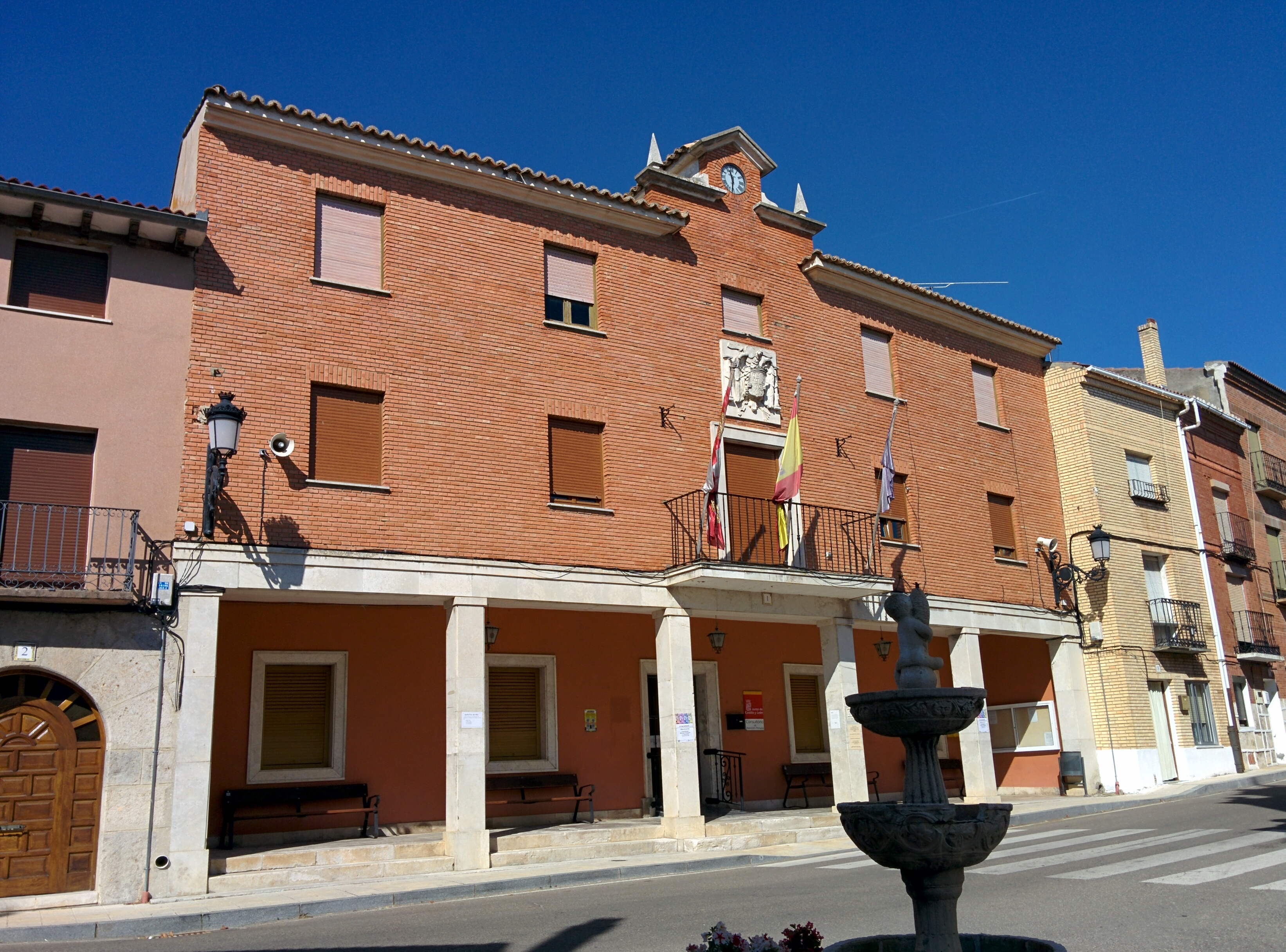
Rathaus

- Martinskirche
- Annenkirche
- Marienkapelle
- Rathaus